# Mount Bowen, Antarktis
Mount Bowen är ett berg i Antarktis. Det ligger i Östantarktis. Nya Zeeland gör anspråk på området. Toppen på Mount Bowen är 1 810 meter över havet.
Terrängen runt Mount Bowen är huvudsakligen kuperad, men västerut är den platt. Trakten är obefolkad. Det finns inga samhällen i närheten.